# Coleophora aequalella
Coleophora aequalella là một loài bướm đêm thuộc họ Coleophoridae. Nó được tìm thấy ở miền nam Nga, Iran, Uzbekistan và Afghanistan.